# Ungheria ai Giochi della I Olimpiade
L'Ungheria partecipò alle I Olimpiadi moderne, svoltesi dal 6 al 15 aprile 1896 ad Atene. Vinse due medaglie d'oro, entrambe con il diciassettenne Alfréd Hajós, nei 100 metri stile libero e nei 1200 metri stile libero di nuoto, conquistando anche una medaglia d'argento e tre di bronzo.
L'Ungheria competé separatamente dall'Austria, nonostante i due paesi fossero uniti come Impero austro-ungarico. Tra i risultati ungheresi sono considerati anche quelli degli atleti provenienti dalla Voivodina (ora parte della Serbia). All'epoca anche la Slovacchia apparteneva alle Terre della Corona di Santo Stefano, ma la medaglia di Alojz Szokol viene considerata ungherese, perché l'atleta si considerava tale: era infatti giunto ad Atene con la delegazione di quella nazione ed era, tra l'altro, campione nazionale magiaro dei 100 metri piani; per queste ragioni, qui non viene considerato slovacco, nonostante oggi così venga sostenuto dal comitato olimpico nazionale.

## Medaglie
| Medaglia | Atleta              | Sport            | Specialità              |
| -------- | ------------------- | ---------------- | ----------------------- |
| Oro      | Alfréd Hajós        | Nuoto            | 100 metri stile libero  |
| Oro      | Alfréd Hajós        | Nuoto            | 1200 metri stile libero |
| Argento  | Nándor Dáni         | Atletica leggera | 800 metri               |
| Bronzo   | Alojz Szokol        | Atletica leggera | 100 metri piani         |
| Bronzo   | Gyula Kellner       | Atletica leggera | Maratona                |
| Bronzo   | Momcsilló Tapavicza | Tennis           | Singolare               |

## Risultati

### Atletica leggera

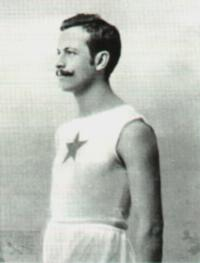
Nandor Dani

| Atleta        | Evento             | Finale      | Finale      |
| Atleta        | Evento             | Tempo       | Classifica  |
| ------------- | ------------------ | ----------- | ----------- |
| Alojz Szokol  | 100 metri piani    | 12"6        |             |
| Alojz Szokol  | 110 metri ostacoli | Sconosciuto | Sconosciuto |
| Nándor Dáni   | 800 metri          | 2'11"8      |             |
| Gyula Kellner | Maratona           | 3'06"35     |             |

### Ginnastica

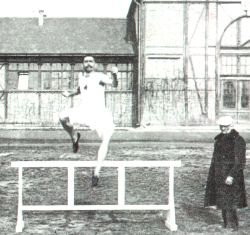
Alojz Szokol

| Atleta      | Evento    | Finale      | Finale      |
| Atleta      | Evento    | Punteggio   | Classifica  |
| ----------- | --------- | ----------- | ----------- |
| Gyula Kakas | Trave     | Sconosciuto | Sconosciuto |
| Dezső Wein  | Trave     | Sconosciuto | Sconosciuto |
| Gyula Kakas | Parallele | Sconosciuto | Sconosciuto |
| Dezső Wein  | Parallele | Sconosciuto | Sconosciuto |
| Gyula Kakas | Volteggio | Sconosciuto | Sconosciuto |
| Dezső Wein  | Volteggio | Sconosciuto | Sconosciuto |
| Dezső Wein  | Anelli    | Sconosciuto | Sconosciuto |
| Gyula Kakas | Cavallo   | Sconosciuto | Sconosciuto |

### Lotta
| Atleta              | Evento             | Finale      | Finale     |
| Atleta              | Evento             | Punteggio   | Classifica |
| ------------------- | ------------------ | ----------- | ---------- |
| Momcsilló Tapavicza | Lotta greco-romana | Sconosciuto | 4°         |

### Nuoto

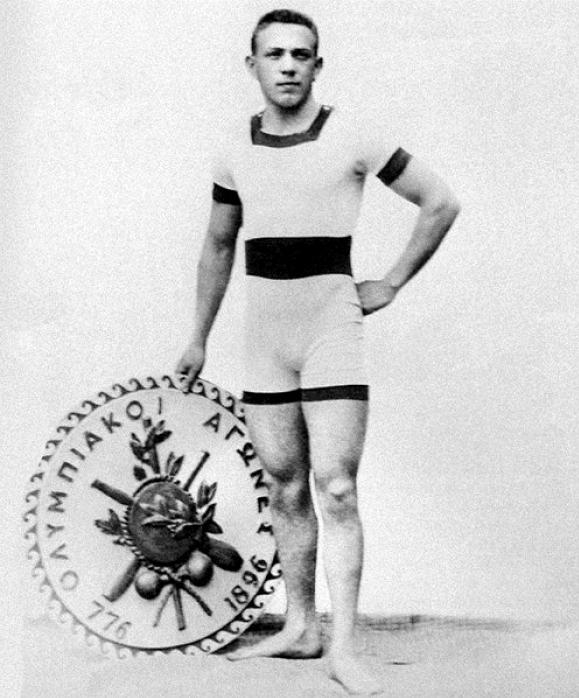
Alfréd Hajós

| Atleta       | Evento                  | Finale  | Finale     |
| Atleta       | Evento                  | Tempo   | Classifica |
| ------------ | ----------------------- | ------- | ---------- |
| Alfréd Hajós | 100 metri stile libero  | 1'22"2  |            |
| Alfréd Hajós | 1200 metri stile libero | 18'22"1 |            |

### Sollevamento pesi
| Atleta              | Evento                    | Finale      | Finale     |
| Atleta              | Evento                    | Punteggio   | Classifica |
| ------------------- | ------------------------- | ----------- | ---------- |
| Momcsilló Tapavicza | Sollevamento con una mano | Sconosciuto | 6°         |

### Tennis
| Atleta              | Evento    | Finale    | Finale     |
| Atleta              | Evento    | Punteggio | Classifica |
| ------------------- | --------- | --------- | ---------- |
| Momcsilló Tapavicza | Singolare | ---       |            |